# Trimezia bauensis
Trimezia bauensis är en irisväxtart som beskrevs av Pierfelice Ravenna. Trimezia bauensis ingår i släktet Trimezia och familjen irisväxter. Inga underarter finns listade i Catalogue of Life.